# 암스테르담 자유 대학교

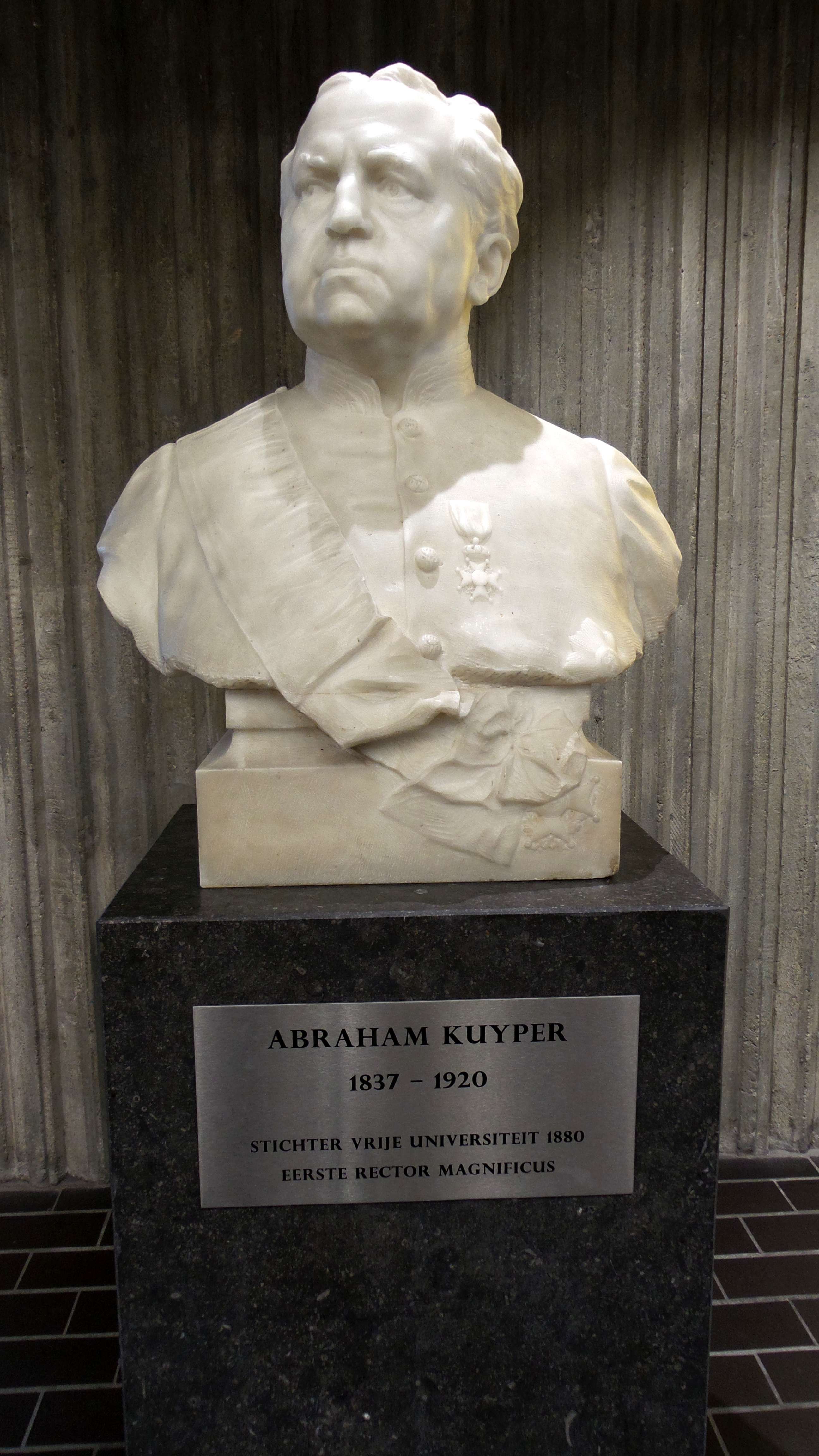
암스테르담 자유 대학교 설립자 아브라함 카이퍼

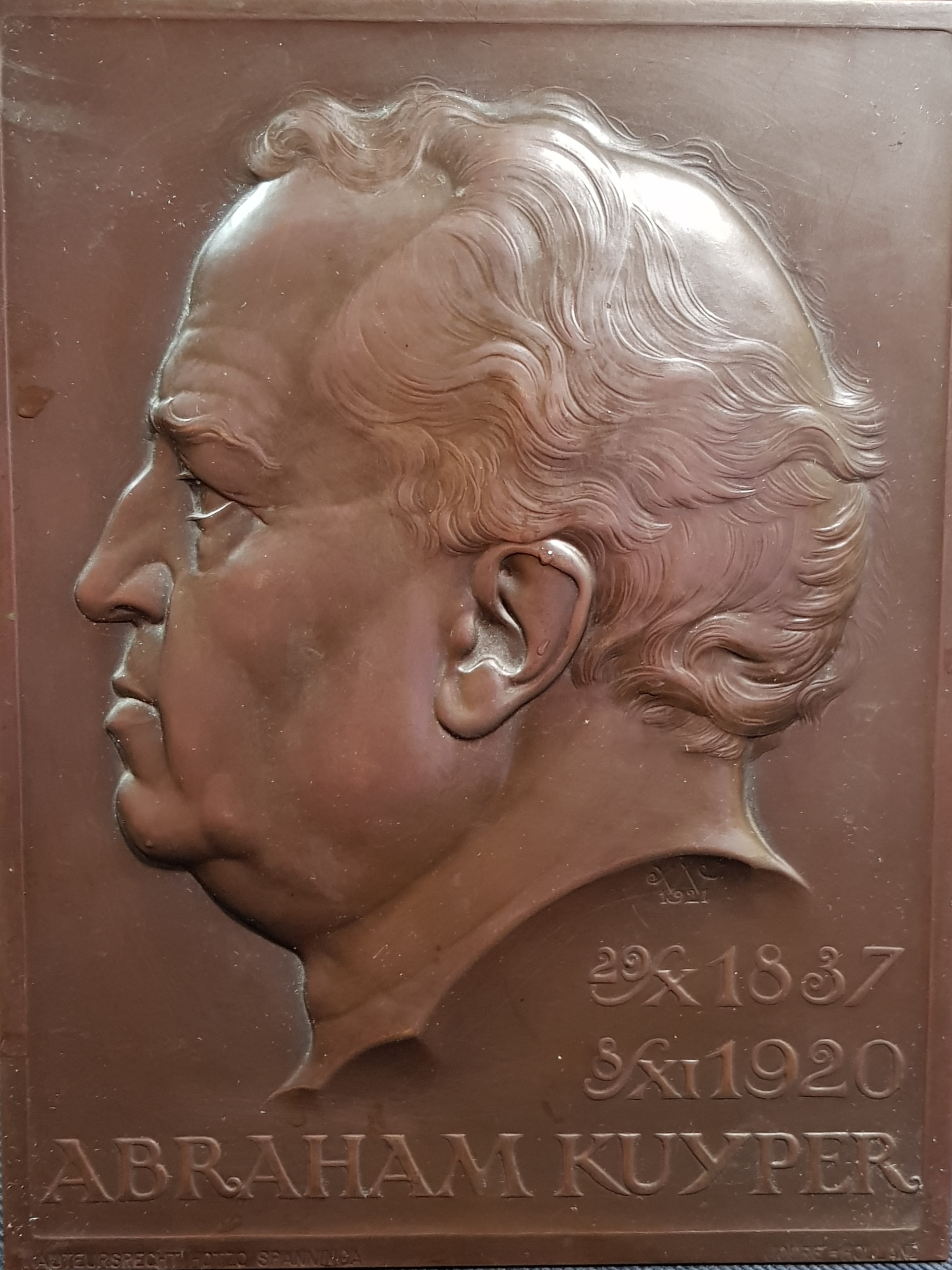
아브라함 카이퍼

암스테르담 자유 대학교 (약칭 VU , 네덜란드 : VU University Amsterdam )는 네덜란드 암스테르담에서 1880년에 설립된 이후 이 도시에서 두 개의 가장 큰 공립 연구 중심 대학 중 하나다. 비슷한 이름인 암스테르담 대학교 (UvA)가 경쟁자 위치에 있다. 
암스테르담 자유대학교를 네덜란드어로 표기한 이름인 Vrije Universiteit의 뜻은 "자유 대학"으로, "자유"는 '주'와 '교회'에서 대학이 독립된 것을 의미하며, 대학 내부와 외부 모두에서 일반적으로 "the VU"( "new"에서와 같이 "vew"라고 다소 발음 됨)라고 불린다.
사립 대학으로 설립되었지만, VU는 1970년부터 다른 공립 대학들과 함께 정부기금을 지원 받았다. 지난 수십 년 동안 VU는 소규모 기관에서 시작해 다양한 배경을 가진 학생들이 입학하는 광범위한 연구 중심 대학으로 변화했다. 네덜란드에는 공식 순위 시스템 이 없지만, CWTS Leiden Ranking에 따르면  VU University Amsterdam은 전국에서 2번째로 우수한 대학으로 인정 받았다.
이 대학은 암스테르담 남부 Buitenveldert 지역의 현대적인 Zuidas 비즈니스 지구에 인접한 도시 캠퍼스에 위치하고 있다.
2014년 VU에 등록 된 학생은 23,656 명이었고, 대학에는 2,263 명의 교수진과 연구원, 1,410 명의 관리직, 사무직원이 있었다. 2014년 대학을 위한 연기금은 약 4억 8000만 유로였으며, 이 기금의 약 4 분의 3은 정부 기금으로, 나머지는 수업료, 연구 보조금, 사설 기금으로 구성되었다.
공식적인 대학 인감은 The Virgin in the Garden (정원의 처녀 자리)이다. 1990년 대학은 신화적인 그리핀을 대학의 상징으로 채택하였고, 날개의 위치는 국가와 교회의 대학 이름의 자유를 상징하며, 밝고 푸른 색의 포스트 모던 심볼은 그 이후로 이 대학의 상징이 되었다.
한국의 동문으로는 손봉호 박사, 서철원 박사, 강영안 박사, 류호준 박사, 정창욱 박사, 신현우 박사, 유태화 박사, 이동영 박사, 조지윤 박사, 박영복 박사, 진규상 박사 등 많은 학자들이 있다.

## 역사

### 근원 (1880년)
VU는 1880년에 아브라함 카이퍼 (Abraham Kuyper )가 네덜란드 최초 정통파 개신교인 개혁주의(Calvinist) 대학으로 이끄는 정교회 - 개신교 기독교인 그룹이 설립하였다. 카이퍼 (Kuyper)는 1901년부터 1905년까지 네덜란드의 신학자, 기자, 정치인 및 총리로 재직했으며, VU에서 신학 교수로 재직했고, 이 대학의 첫 번째 지도자 (학술 회장)이었다. 카이퍼의 세계관과 철학을 신 칼뱅주의라고 한다. 그의 신념을 반영하여 Vrije Universiteit 은 말 그대로 정부와 교회로부터 독립을 의미하는 '자유 대학'이 되었다. Vrije Universiteit에서의 강의는 암스테르담 도심의 암스텔 강 (Amstel river)을 따라 스코틀랜드 선교사 교회 (현재 Kleine Komedie 극장)에서 대여한 몇 개의 방에서 1880년에 시작되었다. 여기에서 카이퍼 (Kuyper)와 동료 교수 4 명은 신학, 법학 및 예술의 세 가지 학부에서 강의하기 시작했다.

### 확장 (1900 ~ 2000년대)
20세기에 들어서면서 스코틀랜드 선교사 교회는 키에스 그라츠 (Keizersgracht) 162에 위치한 최초의 건물을 구입하였는데 학생 수가 급증하였고, 그 후 몇 년 동안 대학은 도시 전역에 더 많은 건물을 매입했다. 1905년 VU는 정식으로 공인을 받았으며 학술 학위를 수여 할 수 있는 법적 권리를 부여 받았고, 이후 공학 (1930) , 의학 (1950) 등의 새로운 학과가 계속적으로 추가되었다.
이 대학의 기금은 아브라함 카이퍼 (Abraham Kuyper)가 창립 한 기독교 연합 조직인 VU 협회를 통해 제공되었으며, 이는 네덜란드의 개혁 개신교 사회에 뿌리를 두고 있다. 1960년대 말, 대학은 200,000 명 이상의 개인 기부자로부터 재정 지원을 받았다.
1960년대 말과 1970년대 시기에 대학의 프로필이 여러면에서 크게 바뀌었다. 1968년 이후로, 이 대학은 암스테르담 시내 중심에서 남쪽 Buitenveldert 지역에 있는 새롭고 기능적인 캠퍼스로 이전하였다. 대학 연구진은 학술 연구를 강화하기 위해 네덜란드 헌법에 따라 보장되는 공립 대학 및 공립 자금지원을 신청했으며, 더 이상 비 기독교 교수와 학생을 반대하지 않았다. 결과적으로 학생 수가 크게 증가하였다. 1970년대 말, 소규모, 엘리트 주의적 기독교 기관은 사라져 버렸고, 다양한 배경을 가진 학생들에게 열려있는 광범위한 연구 중심 대학이되었다.

### 확장과 개혁 (2000s - 현재)
21 세기의 학생 수가 2002년 15,700명에서 2011년 약 2만 5천명으로 급증하면서, 학생 만족도와 예산에 제약이 심화되었다. 따라서 대학은 대규모 캠퍼스 시설로의 변화, 엄격한 프로그램 및 직원 개편을 포함한 야심 찬 대학 발전 미션에 착수했다.
오늘날 이 대학의 기독교 유산은 사회적, 문화적, 철학적 관점에 초점을 맞추어, 다양한 대학 프로그램에 반영되고 있다. 약 1세기동안 대학 설립 및 재정 지원을 해온 VU Association은 사회와 과학 연구, 고등 교육 및 환자 간호 간의 관계를 증진시키는 Social Network 로서 철학, 문화 및 사회 주제에 중점을 두고 활도하고 있다. 이 목표를 추구하면서 네덜란드 전역의 과학과 사회에서 'VU Connected'라는 이름으로 강의, 토론 및 기타 활동을 제공하고 있다.

## 조직 구조
VU University Amsterdam은 여러 학제 간 연구기관 뿐만 아니라 교수 및 연구를 담당하는 여러 학부로 구성된다. 2015년 현재 다수의 학부 간 합병을 통해 '행동 및 운동 과학', '치의학', '지구 생명 과학', '경제 경영', '인문학', '법', '과학', '사회 과학', '신학' 및 VU mc 의과 대학을 보유하고 있다. VU는 VU-VUmc Foundation의 일부이며, 이 재단의 다른 주요 기관은 별도의 관리 구조를 가진 VU 대학 의료 센터이다.
대학은 집행위원회 (Executive Board)가 운영하며, 집행 이사회는 회장, 부회장 및 교장으로 구성된다. 집행 이사회는 일반적인 관리 책임을지고 학부장 및 교수를 임명한다.
대학의 노조, 선출된 교수 및 직원 대표뿐만 아니라 학생위원회도 대학 정책과 관리에서 협의와 공동 결정 권한을 갖는다. 학부장들로 구성되고 교장이 의장을 맡은 Deans College는 중앙 차원의 조정 및 컨설팅 기관으로 활동하며, 박사 학위 및 명예 박사 학위 수여를 담당한다

## 교육
암스테르담 자유 대학교는 50개의 학부 과정과 160개의 석사 과정 , 그리고 다수의 박사학위 프로그램을 보유하고 있다.
대부분의 학부 과정 언어는 네덜란드어로 진행되며, 2015년 가을 현재, 5 개의 학사 프로그램을 영어로 제공한다 : Business Analytics (경제 경영 학부); 컴퓨터 과학 (이학부); 국제 경영학 (경제 경영 학부); 교양 예술과 과학 ( Amsterdam University College ), 문학과 사회 (인문 학부); 철학, 정치 및 경제 (인문 학부).  또한, 대학 전체의 VU Honors Program은 영어로 진행된다.
VU의 약 80 개의 석사 과정은 완전히 영어로 제공된다. 일부 석사 과정에서는 유학생 수가 네덜란드 학생들보다 월등히 많다. 또한 외국 대학과 다수의 양자 교류 협정을 유지하고 있으며, 외국인 학생들이 VU에서 1~2학기를 보낼 수 있도록 하고 있다.
네덜란드의 모든 공립 대학교와 마찬가지로, 학사 및 석사 과정 학생은 법에 따라 결정되는 수업료를 납부한다. 2015/2016 학사 및 석사 프로그램에 대한 정규 학비는 유럽 연합 또는 유럽 경제 지역 출신 학생의 경우 연간 1,951 유로이며 비 EU / EEA 국가 출신 학생의 경우 연간 9,000 유로에서 12,000 유로이다. 대부분의 네덜란드 학생과 네덜란드 거주 EU 시민들은 학비와 생활비를 충당하기위한 정부 보조금이나 보조금을받을 자격이 있다.
박사 프로그램은 다르게 구성된다. 입학을 위해 대학에 지원하는 것이 아니라, 학생이 직접 박사 학위를 소지한 정교수(Full Professor)를 찾아야 한다. 대부분의 학과는 자신의 웹 사이트에 박사학위 프로젝트를 공고하며, 박사과정을 하는 동안 월급을 받는 대학 직원으로 간주되므로 학비를 내지 않는다.

## 연구
VU의 연구는 주로 10 개의 학부와 부서의 라인을 따라 구성된다. 대학 전체의 4가지 학제적 주제가 연구의 주요 초점 분야로 결정되었다.
- Human Health and Life Sciences
- Science for Sustainability, linking research on national resources with studies on the effects of human intervention, such as climate change
- Connected World, focusing on the impact of information technology on society; and
- Professional Services, focusing on the business and finance sector and issues such as corporate social responsibility.

VU에는 다양한 연구 센터 및 프로그램, 여러 학제간 연구소가 있다. Tinbergen Institute (틴버겐 연구소)는 암스테르담 대학교, 암스테르담 자유 대학교, 에라스무스 대학교에서 공동 설립하여 경제학 (economics), 계략 경제학 (econometrics), 재무학 (finance)을 연구하는 네덜란드의 우수한 대학원 및 연구기관이다. 노벨상을 받은 네덜란드 경제학자 Jan Tinbergen 의 이름을 따서 1987년 설립되었다. 틴버겐 연구소는 200명 이상의 연구원과 220명의 박사 및 석사 학생이 있으며, 전 세계 50위권 경제 연구기관으로 선정되었다(IDEAS/RePEc). ABRI (Amsterdam Business Research Institute)는 VU의 경영 대학원 및 연구기관으로 지속 발전 중인 비즈니스 지구 Amsterdam Zuidas 에 필요한 연구와 인력을 위해 설립되었고, 2009년부터 박사학위를 수여하기 시작하였다. Spinoza Neuroimaging Center는 암스테르담 대학 및 대학 병원이 네덜란드 왕립 예술 과학 아카메디 (KNAW) 와 공동으로 연구하는 신경 영상 센터이다.
2012년 VU에 고용된 약 3000 명의 교직원 (PhD 포함) 중 42 %가 여성이었다. 거의 80 %가 네덜란드 출신이었고 15 %는 다른 유럽 국적이었다. 나머지 5 %는 아시아, 북미, 아프리카, 남미, 오세아니아 출신이다. Academic staff 중 29 %는 박사 과정 중인 학생이다.
대학 도서관은 비교적 많은 서적 (1,000,000 개 이상)을 보유하고 있다. 도서관은 본관건물의 5개층을 차지하고 있으며, VU 대학 의료 센터 안에도 있다. 특히 서관의 특별 소장 부서는 26 개의 소장품에 7만권의 원고와 인쇄물을 보관하고 있다.

## 캠퍼스 생활
대학의 메인 캠퍼스와 의료센터는 Buitenveldert 지구 암스테르담 남부에 위치해 있다. 캠퍼스는 약 0.4 km2이며 큰 동서 방향의 'De Boelelaan'을 따라 지어졌다. 처음에는 거의 고립된 장소였지만 현재 네덜란드의 가장 큰 은행, 회계 및 법률 회사들이 모여있는 현대 Zuidas 비즈니스 지구에 인접해 있다. VU 캠퍼스는 지하철, 트램, 버스노선이 인접하여 이동하기 편리하며, Amsterdam Zuid 기차역에서 도보로 닿을 수 있는 거리 내에 있다.
대학의 본관 (Hoofdgebouw 또는 HG)은 1973년에 설립되었으며 Boelelaan과 Buitenveldertselaan의 교차점에 위치하고 있다. 16 층짜리 건물은 현재 대대적인 리모델링 작업을 진행 중이다. 본관은 예술, 철학, 경제 및 경영, 신학 학부가있는 곳이다. 대학 도서관은 5 층과 폐쇄형 스택을 갖춘 여러 층을 차지한다. 또한 본관에는 Aula (주 강당), 대학 식당, 여러 간이 건축물, 상점 및 VU 서점이 있다.
남쪽에으로는 본관을 통해 캠퍼스 광장 ( 'Campusplein')으로 이어진다. 많은 학생 단체가 캠퍼스 광장 입구에 사무실을 가지고 있다. 광장의 남쪽에는 1970년대 건물 인 'Wis- en Natuurkundegebouw'또는 W & N의 과학 건물이 있다. W & N은 공학과 지구 & 생명 과학의 학부가 있다. 캠퍼스 광장의 중앙에는 농구 코트, 대학 Bar, 그리고 배구장이 있다. 캠퍼스 광장에 최근 추가 된 곳으로는 캠퍼스 슈퍼마켓과 이탈리아 커피 하우스가 있다. 캠퍼스 스퀘어와 인접한 곳은 건강과 웰빙 연구소 (Institute for Health and Wellness)의 현대식 건물이 있다. 이 건물은 뚜렷한 모양과 색상으로 붉은 감자라는 별명을 얻었다. Buitenvelderselaan을 따라 이니 움 빌딩 (Initium Building)이 있으며, 법학부가 있다. 2010년에 개장한 아치 모양의 건물은 이제 VU 캠퍼스의 동쪽 입구를 형성한다. 사회 과학 학부는 Buitenveldertselaelaan 캠퍼스 밖 반대편 메트로폴리탄 빌딩에 위치하고 있다. 의학부는 캠퍼스의 서쪽 끝에 자리 잡고 있으며 넓어지는 VU 대학 메디컬 센터 (University of Medical Center)와 인접 해 있다. 추가로 의료 센터는 O2라는 새로운 연구 건물을 지었다. 그 옆에는 암스테르담 치과 학술 센터 (ACTA)가 있다.

## 주요 교수진
- Fons Trompenaars, 조직 이론가, Trompenaars 의 국가 문화 차이 모델 개발로 알려진 이문화 커뮤니케이션 분야의 경영 컨설턴트이자 저자.
- 마크 반 Vugt, 교수 진화 심리학 및 인지 및 진화 인류학 (ICEA) 옥스포드 대학 교수
- 프랭크 덴 버터 전 네덜란드 왕립 경제 협회 회장.
- 야프 Doek, 교수 법 아동 권리의 UN위원회의 회장 (2,001에서 2,007 사이)
- 프랭크 반 하멜 렝 (Franck van Harmelen ) OWL ( Web Ontology Language ) 을 공동 설계 하고 시맨틱 웹에 관한 많은 책을 저술 한 인공 지능 교수 .
- 피터 니 캄프, 공간 경제학 교수, 네덜란드 연구위원회 (NWO)의 이사회 회장, 스피노자 프리 미어 (Spinozapremie) 수상
- Bob Pinedo , VUmc Cancer Center의 의학 교수이자 Spinazopremie 수상 .
- Piet Rietveld, 경제학 교수이자 교통 경제학의 수석 연구원.
- Richard Tol, 경제학 교수이자 기후 변화의 경제학의 수석 연구원 .
- Climate Center의 책임자 인 Pier Vellinga .

- 얀 피터 발 케넨 드 (Jan Peter Balkenende ) 기독교 사회 사상 특별 교수와 네덜란드 총리 (2002-10)
- 헤르만 바빙크, 신학자
- Gerrit Cornelis Berkouwer, 신학자
- 제트 Bussemaker, 교육, 문화 (2012년부터) 과학, 장관 차관 보건 복지부, 그리고 스포츠 (2007-2010)의 조교수 정치학 1,991에서 2,001 사이.
- Arie van Deursen, 역사가
- Herman Dooyeweerd, 법의 철학자
- Pieter Sjoerds Gerbrandy, 망명 정부 (1940 ~ 45)의 네덜란드 정부 총리 겸 법학 교수
- Reijer Hooykaas, 과학 역사 학자
- 제임스 케네디, 교수 현대 역사 (2003-2007)
- Martin L. Kersten, 컴퓨터 과학 교수, 최초의 열 기반 데이터베이스 MonetDB 중 하나의 아키텍트
- Jacob Klapwijk, 철학자
- 피 에테르 쿠이 만스 (Pieter Kooijmans ) 국제 및 유럽 법학 교수 (1965-1973)와 국제 사법 재판관
- 아브라함 카이퍼, 신학 교수이자 네덜란드 총리 (1901-05)
- Ronald Plasterk, 분자 생물학 교수 (1993-1997), Spinoza Prize 수상자, 하원 의원, 교육부 장관, 내무부 장관
- 앤서니 톨, documentalist
- DH Th. Vollenhoven, 신학자
- Jan Woltjer, 언어학 자
- Jelle Zijlstra, 경제학 및 네덜란드 총리 (1966-67)

## 주요 동문
- Frits Goldschmeding, 세계에서 두 번째로 큰 인력 회사 인 Randstad Holding의 설립자 .
- 베르너 Vogels, 최고 기술 책임자 및 담당 부사장 Amazon.com
- 리트 Zalm, 재무 부장관에 캐비닛 콕 I, 콕 II, Balkenende II 및 III Balkenende, 현재 CEO ABN AMRO
- 프란스 Kaashoek, 컴퓨터 과학자, 기업가, 그리고 찰스 파이퍼 교수 매사 추세 츠 공과 대학은, 앤디 타넨 바움의 감독하에 VU에서 1992년에 컴퓨터 과학 전공
- Christine Aaftink, 전국 챔피언 스 프린트 (스케이트), WC 메달 획득. 휴먼 무브먼트 (Human Movement Sciences) 전공
- 제임스 올테 이스 (James Olthuis), 철학자, 신학자, 심리 치료사 , 토론토 기독교 연구원 명예 교수.
- Calvin Seerveld, 토론토 대학의 기독교 연구소의 철학적 미학 철학과 명예 교수.
- 헨드릭 하트 (Hendrik Hart ), 토론토 기독교 연구소 (Institute for Christian Studies )의 철학과 수석 명예 교수 .
- Gerrit Cornelis Berkouwer, 영향력있는 신학자이자 Vrije Universiteit의 교수
- 얀 피터 발 케넨 드 전 네덜란드 총리, 역사 법 전공
- WOUTER 보스, 파티의 리더 네덜란드 노동당 전 네덜란드 재무 장관
- 엘코 브 링크의 CDA 파티의 이전 지도자, 연구 정치학 및 법률
- Wim Deetman, 헤이그 시장, 정치학 전공
- 피에트 하인 도너, 여러 가지의 법무부 장관 캐비닛 (Balkenende I, II, III) 사회부 장관 (Balkenende IV), 법 전공
- Ellen van Dijk, 다수 순환 세계 전사; 휴먼 무브먼트 (Human Movement Sciences) 전공
- Mient-월 페이버 , 잘 알려진 평화 운동가, 공부 수학 및 물리학 VU에서 현재 겸임 교수
- 바스 데 가이 포트먼, 세계 유일의 인권 정치 경제 위원장
- 베니 지아이, 회장 파푸아 기독교 교회 (Sinode KINGMI 디 타나 파푸아), STT 월터 포스트에서 포스트 대학원 프로그램의 이사 (월터 포스트 신학 대학), 그리고 평화와 인권 운동가 파푸아 .
- Laetitia Griffith, 암스테르담 시의회의 전직 하원 의원은 현재 네덜란드 의회 의원, 법 전공
- Nico Habermann, 컴퓨터 과학자이자 Carnegie Mellon University의 교수
- Bert Koenders, Balkenende IV 내각 발달 협력 부 장관, 사회 과학 전공
- Pauline Krikke, 암스테르담 시의회에서 전직장, 현재 Arnhem의 시장
- Atzo Nicolaï, 내각 Balkenende III 에 있는 개혁과 왕국 관계의 성직자는 VU에 법, 정치학 전공
- 루이스 B. 스 메데 스, 미국 개혁 윤리 학자 및 저자;
- 안드레 루베 (André Rouvoet), 청소년 가족부 장관, 내각 Balkenende IV의 부총리는 VU에서 법 전공
- 로버트 Charles Sproul, 대중적인 미국 개혁 신학자 및 고전적인 thomistic 변증론자
- Karel Marinus Van Vliet, 물리학자
- Geert MN Verschuuren, 철학, 특히 생물 철학
- 콘라드 베스마르